# Hans Schick (Chemiker)

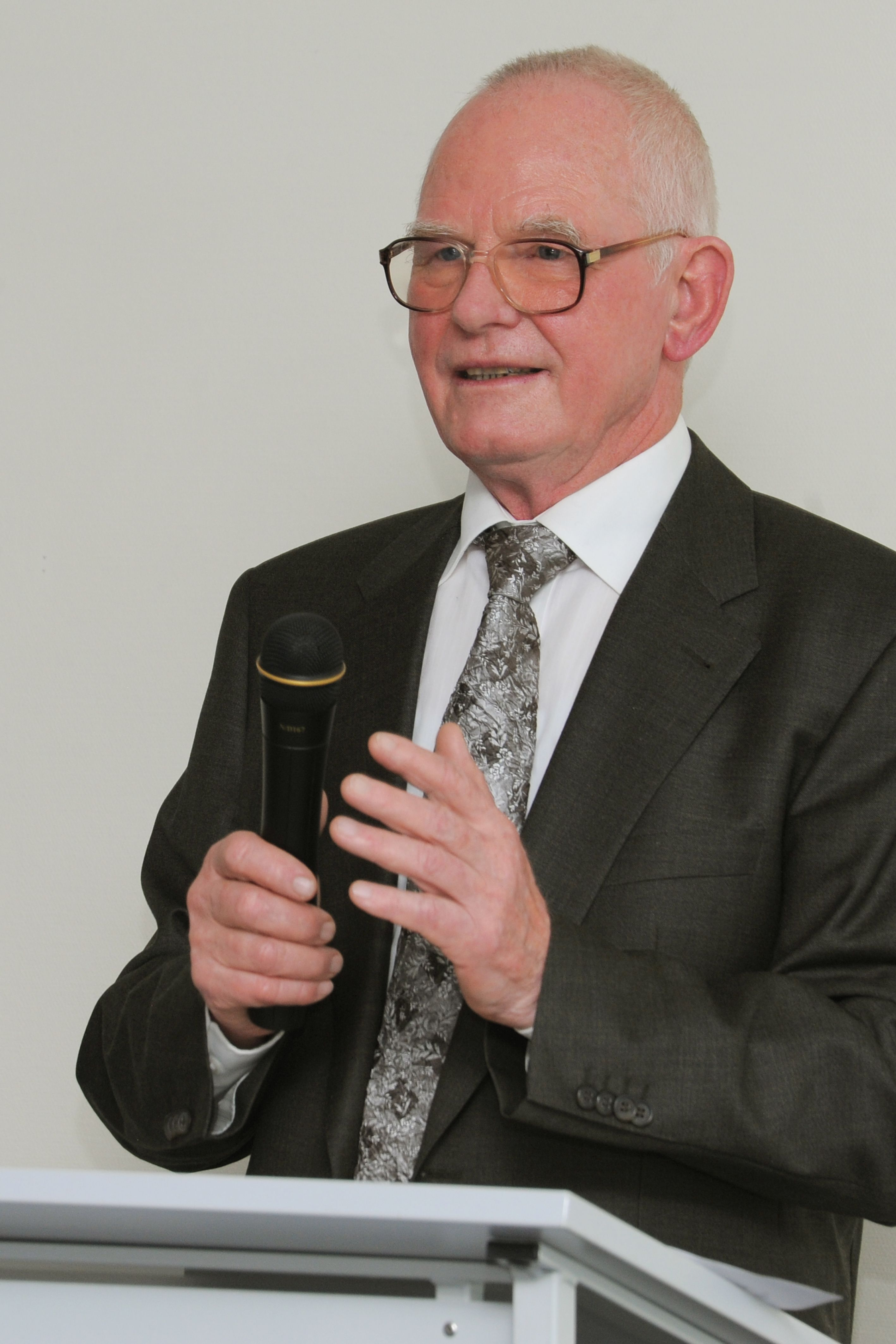
Hans Schick (2012)

Hans Schick (* 1. März 1937 in Neu-Buslar, Pommern; † 15. Februar 2016 in Berlin) war ein deutscher Chemiker und Unternehmensgründer.

## Leben und Wirken
Hans Schick studierte Chemie an der Universität Jena. Seine Doktorarbeit über Steroide fertigte er dort im Arbeitskreis von Kurt Ponsold an. 1965 wechselte er zu Alfred Rieche nach Berlin, wo er am Institut für organische Chemie der Deutschen Akademie der Wissenschaften (AdW) weiter auf dem Gebiet der Synthese von Steroidhormonen forschte. Die Synthese von 2-Alkylcyclopentan-1,3-dionen und besonders 2-Methylcyclopentan-1,3-dion fand breite Beachtung: Pharmaunternehmen (VEB Jenapharm und Schering AG) erwarben Lizenzen. 1973 erfolgte die Promotion B (heute: Habilitation) zum Dr. sc. nat. und 1979 durch die Akademie der Wissenschaften der DDR die Ernennung zum Professor. Bis zur Auflösung der AdW 1991 war Hans Schick dort in führender Position am Zentralinstitut für Organische Chemie (ZIOC) tätig, zuletzt als Direktor. Bis 1993 leitete Schick die Forschungsgruppe Medizinische Wirkstoffe im Zentrum für Selektive Organische Synthese. Am Institut für Angewandte Chemie, das 1994 aus mehreren Chemie-Instituten der Akademie der Wissenschaften der DDR hervorgegangen war, leitete er bis 1997 die Abteilung für Organische Synthese und beschäftigte sich u. a. mit der Nutzung von Enzymen für selektive chemische Transformationen. Nach der Teilschließung dieses Instituts folgte eine Durststrecke, die mit Hilfe einer Förderung durch die Europäische Union überwunden werden konnte. Diese mündete schließlich 2000 in die Gründung der privaten Forschungsfirma Angewandte Synthesechemie Adlershof (ASCA GmbH), deren Geschäftsführer und Forschungsleiter Schick bis zu seinem Lebensende blieb.